# Punta Valparaíso (Antarktika)
Punta Valparaíso (spanisch, in Argentinien Punta Vieyetes) ist der südliche Ausläufer der Lemaire-Insel vor der Danco-Küste des Grahamlands auf der Antarktischen Halbinsel. Sie liegt 5 km östlich des südlichen Endes der Lautaro-Insel.
Chilenische Wissenschaftler benannten sie nach der chilenischen Hafenstadt Valparaíso. Der Namensgeber der argentinischen Benennung ist nicht überliefert.